# Laennecia araneosa
Laennecia araneosa là một loài thực vật có hoa trong họ Cúc. Loài này được (Urb.) G.Sancho & Pruski mô tả khoa học đầu tiên.